# Cour constitutionnelle d'Afrique du Sud
Pour les articles homonymes, voir cour constitutionnelle.
La Cour constitutionnelle d'Afrique du Sud, en anglais Constitutional Court of South Africa, est la plus haute autorité du pouvoir judiciaire sud-africain. Elle est instituée en 1994 par la Constitution provisoire de 1993 et confirmée par la Constitution de 1996. Elle se compose de 11 membres, appelés selon la tradition du common law Justices, nommés pour une période non-renouvelable de 12 ans, et d'une trentaine de law clerks. Ses premières sessions se sont tenues dès février 1995. Depuis février 2004, la Cour siège à Constitution Hill, Braamfontein, à Johannesbourg.  
Initialement limitée à l'application et l'interprétation de la Constitution nationale, sa compétence juridictionnelle est étendue dès 2013 à toutes les affaires non constitutionnelles présentant un intérêt public. En ce sens, elle revêt un caractère de cour suprême sui generis.  
Saisie en dernière instance d'appel, après épuisement des voies de recours ou extraordinairement par voie d'action, la Cour est chargée d'interpréter les dispositions contenues dans la Constitution (i.e droits fondamentaux, organisation de l'État, séparation des pouvoirs, compétences nationales et provinciales) et d'exercer un contrôle constitutionnel concret, tant sur les actes parlementaires nationaux, provinciaux ou municipaux, que sur les actes gouvernementaux rendus à l'échelon national et local.   
En se positionnant comme gardienne de la Constitution, elle joue un rôle cardinal dans le développement social, sociétal et économique de l'Afrique du Sud, et se voit bien plus confiée la tâche de maintenir la cohésion sociale du pays. À cette fin, elle agit massivement comme principal contre-pouvoir du gouvernement national (check-and-balance).  
La Cour constitutionnelle s'est activée, dès ses premières sessions, à concrétiser la transition démocratique négociée par Nelson Mandela et Frédéric De Klerk. Elle a ainsi rendu des arrêts de principe interdisant notamment la peine de mort, jugée inhumaine, ou en favorisant l'accès aux traitements gratuits en cas d'infection au VIH, s'est positionnée en faveur du mariage entre personnes de même sexe. Elle a par ailleurs reconnu l'application horizontale des droits fondamentaux. Elle essuie à cet égard passablement de critiques du gouvernement sud-africain, compte tenu du pouvoir abyssal de ses juges dans l'interprétation et l'application des normes constitutionnelles, certains lui reprochant un activisme judiciaire considérable.

## Histoire
L'établissement d'un tribunal constitutionnel est une réponse directe au principe de la suprématie parlementaire, en vigueur sous la gouvernance britannique (garanti dans les Statuts de Westminster), puis lors de l'indépendance de la République d'Afrique du Sud. Alors que jusqu'à sa création l'organisation politique et judiciaire de l'Afrique du Sud se circonscrivait autour du parlement, les cours ayant une fonction mineure d'interprétation des actes législatifs, l'établissement de la Cour Constitutionnelle réaménage l'organisation de l'État sud-africain autour des trois valeurs fondamentales de dignité, liberté et égalité, omniprésentes dans la Constitution de 1993 et 1996, et positionne la Cour en garante de ces principes. 
Sa création est le fruit d'une longue série de négociations entreprises au sortir de l'apartheid et s'inscrit dans le sillage de l'unification sud-africaine. Le sceau de la Cour fait référence à un arbre réunificateur et protecteur des différents peuples sud-africains. Initialement instaurée par l'Assemblée constituante intérimaire de 1991, sa légitimité est réaffirmée dans la version finale de la Constitution de 1996. L'Assemblée constituante s'est inspirée des différentes réformes constitutionnelles en Italie, Espagne et Autriche, et spécifiquement du modèle du Tribunal constitutionnel fédéral allemand, et de la Cour européenne des Droits de l'Homme dans l'établissement de la Cour constitutionnelle. L'organisation de la Cour est à mi-chemin entre le modèle américain et français car les autres juridictions peuvent elles-mêmes exercer le contrôle de constitutionnalité même si la Cour constitutionnelle dispose du dernier mot.
La première assise des membres élus de la Cour a eu lieu en 1994. Un an plus tard, le Président Nelson Mandela prononçât le discours de son établissement dans ses nouveaux locaux à Constitution Hill en déclarant que « la dernière fois que je me suis présenté devant le tribunal était pour entendre si je devais oui ou non être condamné à mort. Heureusement pour moi-même et mes collègues nous ne le fûmes pas. Aujourd'hui, je prends la parole non pas comme un accusé, mais au nom du peuple d'Afrique du Sud, afin d'inaugurer un tribunal que l'Afrique du Sud n'a jamais eu, un tribunal sur quoi repose l'avenir de notre démocratie ».
La Cour est composée de onze juges, dont un président, le juge en chef et un vice-président. Leurs mandats est de 12 ans non renouvelables mais un juge doit se retirer à ses 70 ans. La constitution impose que les affaires entendues par la Cour doivent l'être par au moins huit juges. En pratique, les onze juges tendent à siéger en plenum. Lorsqu'un juge s'absente durant une longue période, un juge suppléant (Acting Justice) peut être nommé sur une base temporaire par le Président d'Afrique du Sud sur recommandation du Ministre de la justice et en concertation avec le Chief Justice.  
Les juges sont nommés par le président sur une liste élaborée par la commission des affaires judiciaires. Un juge doit avoir la nationalité sud-africaine. La composition de la Cour doit refléter le pays et au moins quatre juges constitutionnels doivent avoir été juges au moment de leurs nominations.

## Le bâtiment de la Cour
L'instance siège sur la colline de Constitution Hill qui se situe dans le quartier de Braamfontein, Johannesburg, près de l'extrémité ouest de la banlieue pauvre de  Hillbrow. L'enceinte surplombe au sud le quartier d'affaires de Johannesburg et fait face aux banlieues nord de Houghton Estate, Parktown et Sandton
Le bâtiment se situe sur le site de l'ancienne prison Old Fort, où ont été notamment retenus prisonniers Mahatma Gandhi, Albert Luthuli. Alors jeune avocat, Nelson Mandela l'a visitée, avant d'y être enfermé et d'y retourner en tant que président d'Afrique du Sud. Hautement symbolique, le bâtiment de la Cour comprend passablement d'éléments commémoratifs de la lutte contre l'oppression et la ségrégation raciale durant la période de l'apartheid. Ainsi, les anciennes cages d'escalier carcérales ont-elles été conservées et intégrées au nouveau bâtiment de justice. La salle d'audience est par ailleurs composée d'une rangée de fenêtres horizontales, placées à hauteur d'œil des juges, et donnent vu sur les pieds des passants se déplaçant à l'extérieur de la salle. Le passage sur l'extérieur de la salle d'audience a été conçu afin de rappeler aux magistrats la portée de leurs décisions ainsi que celle de leur fonction, qui consiste à agir en faveur de la justice et de la démocratie, laquelle est représentée par une flamme continue qui brûle à l'extérieur du bâtiment.
L'entrée de l'édifice indique le nom de la Cour dans les 11 langues officielles du pays, dont l'anglais et l'afrikaans, tandis que les 27 articles du Bill of Rights, soit la déclaration des libertés fondamentales reconnues par la Constitution, sont gravées sur les portes. 
Le bâtiment de la Cour abrite également une collection de plus de 200 œuvres d'art contemporain choisies alors par le Juge Albie Sachs, au nombre desquelles figurent des œuvres de Gérard Sekoto, William Kentridge, et Cecil Skotnes. Cet espace de même que la salle d'audience sont ouverts au public souhaitant assister aux audiences ou simplement visiter la galerie d'art présente dans l'atrium de la Cour. 

## Composition

### Composition actuelle
- Juge en chef Mogoeng Mogoeng (nommé par Jacob Zuma en 2009)
- Vice-juge en chef Raymond Zondo (nommé par Jacob Zuma en 2012)
- Juge Edwin Cameron (nommé par Kgalema Motlanthe en 2008)
- Juge Johan Froneman (nommé par Jacob Zuma en 2009)
- Juge Chris Jafta (nommé par Jacob Zuma en 2009)
- Juge Sisi Khampepe (nommé par Jacob Zuma en 2009)
- Juge Mbuyiseli Madlanga (nommé par Jacob Zuma en 2013)
- Juge Nonkosi Mhlantla (nommée par Jacob Zuma en 2015)
- Juge Leona Valerie Theron (nommée par Jacob Zuma en 2017)
- Siège actuellement vacant
- Siège actuellement vacant

### Anciens juges célèbres
- Juge Richard J. Goldstone, ancien juge et premier procureur en chef du Tribunal Pénal International pour l'Ex-Yougoslavie (1994-1996)
- Vice-juge en chef Dikgang Moseneke, ancien vice-président de la Cour constitutionnelle, exécuteur testamentaire et compagnon de cellule de Nelson Mandela
- Juge en chef Arthur Chaskalson, Premier Président de la Cour constitutionnelle
- Juge Kate O'regan, directrice de l'Institut Bonavero pour les Droits de l'Homme, auprès de l'Université d'Oxford